# Tor (sèrie de televisió)
Tor és una sèrie documental del gènere de crim real, creada per Carles Porta per a Televisió de Catalunya, basada en el llibre Tor. Tretze cases i tres morts, del mateix autor. Es va estrenar el 29 d'abril de 2024 i consta de vuit capítols de 50 minuts. El pressupost total és de 800.000 €.

## Argument
Tor està basada en el llibre Tor. Tretze cases i tres morts de Carles Porta, que es va publicar l'any 2005. Aquesta publicació té els seus inicis en el documental que el periodista lleidatà va fer per al programa 30 minuts de TV3 vuit anys abans, titulat Tor, la muntanya maleïda. El llibre narra el conflicte entre famílies del poble de Tor, al terme municipal d’Alins, fronterer amb Andorra. El conflicte neix per la disputa de l'herència de la muntanya de Tor. La història de Tor també tingué un podcast de la mà de Catalunya Ràdio l’any 2018 sota el mateix títol del llibre, "Tor. Tretze cases i tres morts".

## Repartiment

### Intervencions
- Carles Porta, narrador de la docusèrie
- Xavi Carbonell, hippy de Tor (Episodi 1 - Episodi 2; Episodi 4)
- Gregori d'Aulèstia, hippy de Tor (Episodi 1 - Episodi 2; Episodi 4 - Episodio 5)
- Paco Viñuela, forense (Episodi 1 - Episodi 2)
- Pilar "Sisqueta", propietària de Casa Sisqueta (Episodi 1[a] - Episodi 2; Episodi 5)
- Carles Badia, secretari judicial (Episodi 1)
- Josep M. Aixàs i Montané, nebot de Sansa (Episodi 1; Episodi 4)
- Àlex Aguilera Asensio, hippy de Tor i germà d'en Miquel (Episodi 1 - Episodi 2; Episodi 4)
- Pilar "Pili" Tomás, filla de la Sisqueta i actual propietària de Casa Sisqueta (Episodi 1 - Episodi 5)
- Marisa Llimiñana, advocada de Miquel Aguilera (Episodi 1; Episodi 3)
- Montserrat Pedrico, forense (Episodi 2)
- Jaume Ribes, advocat de Mont i Marli (Episodi 2)
- Francesc Sapena, advocat de la família Sansa (Episodi 2)
- Josep Maria Tamarit, magistrat suplent (Episodi 2)
- Joan Betriu, advocat de Palanca (Episodi 3)
- Pablo Moreno, germà de Lázaro i propietari actual de la Casa Palanca (Episodi 3 - Episodi 4)
- Josep Llor, ferrer (Episodi 3)
- Josep Maria Sarroca, veí de Tor i propietari de la casa Cerdà (Episodi 3 - Episodi 5)
- Miquel Montané Baró, germà de Sansa (Episodi 3 - Episodi 4)
- Josep Calvet, historiador (Episodi 3)
- Fernando Bueno, advocat de Palanca (Episodi 3)
- Victorià Jubany Llados, exalcalde d'Alins (Episodi 4)
- Jordi Giner, nebot de Sansa (Episodi 4)
- Maria Àngels Nadal, vídua de Josep Miserachs (Episodi 4)
- Jordi Miserachs, fill d'en Josep Miserachs i Mª Àngels Nadal ( Episodi 4)
- Miquel Moncunill, amic de la familía Miserachs (Episodi 4)
- Marc Forner, excap de govern d'Andorra (Episodi 5)
- Josep Pau, exdiputat de Lleida (Episodi 5)
- Hugh Garner, cònsol britànic a Andorra (Episodi 5)
- Diego Soriano, guàrdia civil de Tírbia (Episodi 5)
- Josep Garcia "Castanyeta", amic de Palanca (Episodi 5)
- Sol Elbaz, intèrpret i secretària de Watton (Episodi 5)
- Josep Serra, fundador de l'Estacó d'Esquí d'Arinsal (Episodi 5)
- Josep Maria Cordellana, adjunt a la direcció d'Arinsal (Episodi 5)
- Joaquín Hortal, advocat de Ruben Castañer (Episodi 5)
- Ricardo Gómez de Olarte, últim advocat de Sansa (Episodi 5)
- Amanda Castañer, filla de Ruben (Episodi 5)

### Mencions i imatges d'arxiu
Personatges importants i clau en el cas que apareixen en la sèrie documental però que no són acreditats:
- Josep Montané Baró "Sansa", cacic de Tor i amo únic de la muntanya
- Jordi Riba "Palanca", gran cacic de Tor i enemic d'en Sansa
- Lázaro Moreno, mosso de Palanca, parella de la Pili i germà del Pablo
- Miquel Aguilera Asensio, veí de Tor i inquilí de Sansa
- José Mont Guitart, secretari de Sansa
- Antonio Gil José, paleta i possible testimoni del assassinat a Josep Montané Baró "Sansa"
- Marlene Pinto Gomes, parella de José Mont Guitar
- Rosendo Montané Baró, germà de Sansa
- Ruben Castañer, ex-agent immobiliari andorrà
- Josep Pujol "Coié", contrabandista
- “Lazarillo” Moreno, fill de Lázaro Moreno

Notes
1. ↑  Apareix acreditat com a intervenció tot i que només apareix en imatges d'arxiu.

## Episodis
| Núm. | Títol                  | Direcció     | Guió         | Data d'emissió original | Espectadors (milions) |
| --- | ---------------------- | ------------ | ------------ | ----------------------- | --------------------- |
| 1 | «Un cadàver a Tor»     | Carles Porta | Carles Porta | 29 d'abril de 2024      | 359.000 (18,0%)       |
| El 30 de juliol de 1995, Josep Montané, conegut per tothom com a Sansa, va aparèixer mort a casa seva a Tor. Només feia cinc mesos que el jutge de Tremp l'havia fet amo únic de tota la muntanya, cosa que no va agradar a la resta de copropietaris, les tretze famílies que tenien casa al poble. Miquel Aguilera, qui durant un temps va viure amb la víctima i, a més, li va fer de guardaespatlles, va ser a qui van assenyalar, de seguida, com a autor del crim per l'únic fet que el van sentir com l'amenaçava de mort. |                        |              |              |                         |                       |
| 2 | «Els hippies de Tor»   | Carles Porta | Carles Porta | 6 de maig de 2024       | 387.000 (20,3%)       |
| Tor era com el far west, però no hi manava cap xèrif. Quan a Sansa el van fer amo únic de tota la muntanya va reclutar un exèrcit de perdularis, a qui allà dalt anomenaven hippies, però no eren hippies. Els deixava viure en unes cabanes anomenades "les bordes de Pleià". Malvivien bevent i fumant i menjaven deixalles i rosecs. Sansa els prometia el mateix a tots. Tres mesos després del crim, un testimoni va acusar dos d'aquells perdularis de ser els culpables. L'assassí es trobava entre els hippies de Tor? |                        |              |              |                         |                       |
| 3 | «Palanca»              | Carles Porta | Carles Porta | 13 de maig de 2024      | 220.000 (12,2%)       |
| A Tor hi havia dos bàndols liderats per dos cacics: Sansa i Palanca. Portaven desenes d'anys barallant-se pels drets de la muntanya. Els Sansa acusaven a Palanca d'haver perdut els drets perquè no vivien tot l'any al poble i als anys 40, quan es va obrir el camí d'Alins a Tor (abans només hi havia un corriol de muntanya estret i perillós), els Sansa ja van convèncer al poble que els Palanca no podien cobrar de la tala de fusta. A finals dels 70, el bàndol de Sansa va arrendar la muntanya per fer-hi una estació d'esquí. Jordi Riba, Palanca, va liderar durant molts anys l'oposició als Sansa i a tot el què signifiqués transformar la muntanya. El foc s'encenia cada vegada més. Quan Sansa va aparèixer mort, el primer que tothom va pensar és en Palanca, però aquells dies Palanca no hi era a Tor. Lázaro, el seu mosso, sí. Està Palanca darrere la mort de Sansa? |                        |              |              |                         |                       |
| 4 | «Els Sansa»            | Carles Porta | Carles Porta | 20 de maig de 2024      | 439.000 (22,5%)       |
| Està dedicat a Josep Montané, l'hereu de Casa Sansa, la família més rica de Tor. Montané és també un dels dos cacics del poble i el gran enemic de Palanca. Però Sansa té molts altres adversaris a més de Jordi Riba i els seus mossos. Entre ells, la seva pròpia família, com el Pepe. |                        |              |              |                         |                       |
| 5 | «Ruben i els anglesos» | Carles Porta | Carles Porta | 27 de maig de 2024      | 406.000 (21,3%)       |
| Als anys 70, tres veïns, Sansa, Sarroca i la Peretona, a esquenes de tots els altres, van arrendar la muntanya de Tor perquè s'hi fes una estació d'esquí. Ruben Castañer és l'encarregat del projecte. Un fet que enfada a Palanca i fa que la tensió entre els dos bàndols es multipliqui. |                        |              |              |                         |                       |
| 6 | «La data de la mort»   | Carles Porta | Carles Porta | 3 de juny de 2024       | 352.000 (18,6%)       |
| Per analitzar un crim sense resoldre cal repassar testimonis i contrastar informacions, per saber qui diu la veritat i qui no, i acotar la data de la mort. El jutge va creure el Miquel Aguilera i el va deixar en llibertat, però això no vol dir que digués la veritat. Intentarem trobar el Miquel Aguilera. També analitzarem el testimoni d'Antonio Gil José, que va dir que havia vist com el Mont i la Marli havien matat Sansa, ho va veure realment? El jutge no se'l va creure, però això tampoc vol dir que no digués la veritat. Fins ara hem vist què diuen els personatges de Tor, en aquest capítol veurem què ha investigat Carles Porta. |                        |              |              |                         |                       |
| 7 | «Els contrabandistes»  | Carles Porta | Carles Porta | 10 de juny de 2024      | 314.000 (17,6%)       |
| És Miquel Aguilera el sicari de Mallorca? Avui ho veurem. I tindrem alguna sorpresa. També parlarem amb els contrabandistes que creuaven Tor. De contraban se n'ha fet sempre a Tor. Diuen els contrabandistes que era una ruta segura, però no gratis. Els dos cacics, Sansa i Palanca, volien cobrar peatge per deixar-los passar per les seves propietats i ho feien a través dels seus mossos. Les bandes organitzades, les que passaven grans quantitats de tabac, no tenien problema per pagar, ho consideraven part del negoci. Però els contrabandistes que anaven per lliure, que creuaven sols, tenien menys benefici i no podien o no volien pagar. Al creuar per Tor es trobaven a mossos amb pistola que no els deixaven passar, com el Miquel Aguilera. I això generava molta tensió. Van matar Sansa els contrabandistes?                                                          |                        |              |              |                         |                       |
| 8.18.2 | «Foc encèsEpíleg»      | Carles Porta | Carles Porta | 17 de juny de 2024      | 453.000 (23,1%)       |
| En aquest últim capítol repassarem els sospitosos que han anat apareixent en la sèrie i serà l'espectador qui haurà de decidir si té prou proves per acusar algú d'haver matat Sansa. |                        |              |              |                         |                       |

Fins a 2.930.000 espectadors han seguit els capítols durant la seva emissió televisiva a TV3. La mitjana de les vuit entregues ha estat de 367.000 espectadors, amb una mitjana del 19,2% de share.

### Especials
| Núm. | Títol                                  | Direcció                  | Guió | Data d'emissió original | Espectadors (milions) |
| --- | -------------------------------------- | ------------------------- | ---- | ----------------------- | --------------------- |
| 1 | «Entrevista a Carles Porta (especial)» | Pol Izquierdo i Albert Om | -    | 17 de juny de 2024      | 331.000 (22,8%)       |
| Les preguntes que mig Catalunya s'està fent sobre Tor es responen en una entrevista exclusiva que Albert Om fa a Carles Porta. Les incògnites sobre la mort de Sansa, l'aparició de noves pistes, la implicació de Carles Porta, el treball de tota una vida. L'epíleg de Tor és una conversa entre dos dels comunicadors més seguits i apreciats per l'audiència de 3Cat. Potser Carles Porta explicarà alguna cosa que no ha sortit a la sèrie. |                                        |                           |      |                         |                       |
| 2 | «El foc darrere les flames (especial)» | Ignasi Gisbert Puig       | -    | 25 de juliol de 2024    | 153.000 (17,5%)       |
| Descobrim les interioritats i els secrets del rodatge, de la construcció de la maqueta i de la creació de la banda sonora de la sèrie documental sobre el crim de Tor. |                                        |                           |      |                         |                       |

### Recepció digital
El dia de l'estrena fou el programa més vist del dia a la plataforma 3Cat amb gairebé 74.700 visionats. En només dos dies computables del mes d'abril ja fou el vídeo més vist del mes, amb 120.500 reproduccions. Durant la primera setmana, el primer episodi va acumular més de 312.000 reproduccions en més de 150.000 dispositius únics, sent la millor estrena a la plataforma des que aquesta es va iniciar a finals d'octubre del 2023.
Va ser el programa més vist de maig al 3Cat, amb més d'1.580.000 reproduccions i 342.000 dispositius únics.
Amb l'entrega dels vuit capítols, s'han acumulat més de 3.144.000 reproduccions, dades a 18 de juny de 2024. El primer episodi "Un cadàver a Tor", acumula més de 780.000 reproduccions. Segons dades del 3Cat, la quota de fidelitat estàndard d'una sèrie és del 50% i, en canvi, "Tor" ha aconseguit situar-se en una fidelitat de fins al 70% que segueixen veient la resta d'episodis.

### Programes radiofònics (Tor, tretze cases i tres morts)
| Núm. | Títol                                     | Data d'emissió original |
| ---- | ----------------------------------------- | ----------------------- |
| 1    | «La mort de l'amo únic»                   | 4 de juny de 2018       |
| 2    | «Cap a la Vall Ferrera»                   | 4 de juny de 2018       |
| 3    | «Els hippies»                             | 4 de juny de 2018       |
| 4    | «Hi ha un mort a Casa Sansa»              | 4 de juny de 2018       |
| 5    | «Aixecament del cadàver»                  | 4 de juny de 2018       |
| 6    | «Ningú no sap res»                        | 11 de juny de 2018      |
| 7    | «Primers sospitosos»                      | 11 de juny de 2018      |
| 8    | «Absolts»                                 | 11 de juny de 2018      |
| 9    | «On deixo anar la mà arrenco la sang»     | 11 de juny de 2018      |
| 10   | «Un sopar ple de fum»                     | 11 de juny de 2018      |
| 11   | «Topada amb el Lázaro»                    | 18 de juny de 2018      |
| 12   | «Convèncer Palanca»                       | 18 de juny de 2018      |
| 13   | «Els morts de 1980»                       | 18 de juny de 2018      |
| 14   | «A Tor amb Gil José»                      | 18 de juny de 2018      |
| 15   | «Només dubtes»                            | 18 de juny de 2018      |
| 16   | «Per fi amb Palanca a Tor»                | 25 de juny de 2018      |
| 17   | «Amb el Rosendo a la casa del crim»       | 25 de juny de 2018      |
| 18   | «El bisbat de la Seu i el nebot de Sansa» | 25 de juny de 2018      |
| 19   | «El Ruben»                                | 25 de juny de 2018      |
| 20   | «On hi ha sang, no hi ha negoci»          | 25 de juny de 2018      |
| 21   | «Entrevistem l'advocat Hortal»            | 2 de juliol de 2018     |
| 22   | «La increïble vida de Gil»                | 2 de juliol de 2018     |
| 23   | «Buscant el Batallé»                      | 2 de juliol de 2018     |
| 24   | «Després de l'emissió»                    | 2 de juliol de 2018     |
| 25   | «L'última sentència»                      | 2 de juliol de 2018     |